# Amstel Gold Race 1970
L'Amstel Gold Race 1970 fou la 5a edició de l'Amstel Gold Race. La cursa es disputà el 25 d'abril de 1970, sent el vencedor final el belga Georges Pintens, que s'imposà a l'esprint al seu company d'escapada, Willy van Neste, en la meta de Meerssen.
124 ciclistes hi van prendre part, acabant la cursa 41 d'ells.

## Classificació final
|    | Ciclista           | Equip                | Temps      |
| -- | ------------------ | -------------------- | ---------- |
| 1  | Georges Pintens    | Dr. Mann-Grundig     | 6h 21' 30" |
| 2  | Willy van Neste    | Dr. Mann-Grundig     | m. t.      |
| 3  | André Dierickx     | Flandria-Mars        | + 22"      |
| 4  | Eric Leman         | Flandria-Mars        | m. t.      |
| 5  | Jos Schoeters      | Peugeot-Michelin-BP  | m. t.      |
| 6  | Frans Verbeeck     | Geens-Watney-Diamant | m. t.      |
| 7  | Jan Krekels        | Caballero            | m. t.      |
| 8  | Eddy Merckx        | Faemino              | m. t.      |
| 9  | Frans Melckenbeeck | Goldor-Frijns-Elve   | m. t.      |
| 10 | Wim Schepers       | Caballero            | m. t.      |